# Caroline Chepkoech Kipkirui
Caroline Chepkoech Kipkirui (née le 26 mai 1994 à Kericho) est une athlète kényane naturalisée kazakhe en 2022, spécialiste des courses de fond. 

## Biographie
Elle concourt pour le club Altay Athletics, club professionnel international du Kazakhstan.
Elle est la sœur cadette de Mercy Cherono, également coureuse de fond.
Elle se révèle lors de la saison 2011 en remportant le titre junior des championnats d'Afrique de cross-country, le 5 000 m des championnats d'Afrique juniors ainsi que la médaille de bronze du 3 000 m aux championnats du monde cadets. L'année suivante, elle termine cinquième des championnats du monde juniors dans l'épreuve du 5 000 m. En 2013, elle remporte le titre junior par équipes aux championnats du monde de cross-country après avoir pris la quatrième place en individuel.
En 2017, elle termine deuxième de la Ligue de diamant dans l'épreuve du 5 000 m, devancée finalement par sa compatriote Hellen Obiri lors de la finale à Bruxelles. 
Le 9 février 2018, à Ras el Khaïmah, elle porte son record personnel sur semi-marathon à 1 h 5 min 7 s, devenant la 6e meilleure performeuse de tous les temps sur cette distance. En mai 2018, elle remporte le 3 000 m du meeting de Doha, première étape de la Ligue de diamant 2018. Le 8 septembre, elle remporte le Grand Prix de Prague en 30 min 19 s et réalise son record personnel.

## Palmarès
| Date | Compétition                  | Lieu             | Résultat | Épreuve       | Temps          |
| ---- | ---------------------------- | ---------------- | -------- | ------------- | -------------- |
| 2018 | Grand Prix de Prague         | Prague           | 1er      | 10 kilomètres | 30 min 19 s    |
| 2019 | Ligue de diamant             | Ligue de diamant | 10e      | 5 000 m       | 14 min 47 s 04 |
| 2022 | Championnats du monde        | Eugene           | 7e       | 10 000 m      | 30 min 17 s 64 |
| 2023 | Championnats d'Asie en salle | Astana           | 1re      | 3 000 m       | 9 min 01 s 98  |
| 2023 | Jeux asiatiques              | Hangzhou         | 3e       | 5 000 m       | 15 min 23 s 12 |
| 2023 | Jeux asiatiques              | Hangzhou         | 3e       | 10 000 m      | 33 min 15 s 83 |

## Records
| Épreuve       | Temps           | Lieu           | Date               |
| ------------- | --------------- | -------------- | ------------------ |
| 800 mètres    | 2 min 16 s 49   | Nairobi        | 24 juin 2010       |
| 1 500 mètres  | 4 min 13 s 21   | Almaty         | 29 juin 2018       |
| 3 000 mètres  | 8 min 29 s 05   | Doha           | 4 mai 2018         |
| 5 000 mètres  | 14 min 27 s 55  | Bruxelles      | 1er septembre 2017 |
| 10 000 mètres | 31 min 16 s 38  | Palo Alto      | 1er mai 2016       |
| 10 kilomètres | 30 min 19 s     | Prague         | 8 septembre 2018   |
| Semi-marathon | 1 h 5 min 7 s   | Ras el Khaïmah | 9 février 2018     |
| Marathon      | 2 h 31 min 44 s | Kisumu         | 16 décembre 2012   |